# Vytautas Norkus
Vytautas Norkus (Kaunas, 28 gennaio 1921 – 29 gennaio 2014) è stato un cestista lituano.

## Carriera
Con la Lituania ha vinto i Campionati europei del 1939.